# Should Tall Men Marry?
Should Tall Men Marry? è un cortometraggio muto del 1928 diretto da Louis J. Gasnier. Prodotto da Hal Roach, il film ha tra gli interpreti anche Stan Laurel.

## Trama
Nel Texas del selvaggio West, il fattore Joe vuole dare in sposa la figlia a un uomo tutto d'un pezzo, sebbene la ragazza abbia già un fidanzato. Il pretendente infatti si rivela un bandito che rapisce la ragazza. Il servitore pasticcione Tommy allora si mette all'inseguimento del furfante assieme a Joe, e riesce a salvare la situazione.

## Produzione
Il film prodotto dagli Hal Roach Studios, venne girato dal 16 aprile 1927 al 25 maggio 1927.

## Distribuzione
Distribuito dalla Pathé Exchange, il cortometraggio uscì nelle sale il 15 gennaio 1928. Venne riversato e distribuito in VHS dalla Grapevine; nel 2000, uscì in DVD in un'antologia dal titolo The Lost Films of Laurel and Hardy- Volume Eight (1923-1928).

### Data di uscita
- USA 15 gennaio 1928
- USA  3 ottobre 2000 DVD